# 74ª sessione dell'Assemblea generale delle Nazioni Unite
La 74ª sessione dell'Assemblea generale delle Nazioni Unite ha avuto inizio il 17 settembre 2019 e si è conclusa il 16 settembre 2020.
Il tema della sessione è stato "Striving together, delivering for all" (in italiano, Impegnarsi insieme, offrire a tutti).
Le sedute sono state presiedute da Tijjani Muhammad-Bande, rappresentante della Nigeria.

## Organizzazione della sessione

### Presidente
Il 4 giugno 2019, il diplomatico e politico Tijjani Muhammad-Bande, rappresentante permanente della Nigeria presso le Nazioni Unite dal 2017, è stato eletto per acclamazione alla posizione di Presidente dell'Assemblea generale delle Nazioni Unite.
In precedenza, Muhammad-Bande ha ricoperto anche l'incarico di Vicepresidente della 71ª sessione dell'Assemblea generale delle Nazioni Unite.

### Vicepresidenti
Il 4 giugno 2016, l'Assemblea generale delle Nazioni Unite ha eletto per acclamazione i 15 vicepresidenti della sessione provenienti dai seguenti paesi:
- Argentina
- Belize
- Capo Verde
- Rep. del Congo
- Croazia
- Etiopia
- Indonesia
- Malta
- Oman
- Papua Nuova Guinea
- Singapore
- Trinidad e Tobago
- Tunisia
- Turchia
- Uzbekistan
- Zimbabwe

A questi sono affiancati i rappresentanti dei cinque membri permanenti del Consiglio di sicurezza delle Nazioni Unite in qualità di vicepresidenti:
- Cina
- Francia
- Russia
- Regno Unito
- Stati Uniti

## Principali temi di discussione
L'agenda della 74ª sessione dell'Assemblea generale delle Nazioni Unite ha compreso i seguenti temi:
1. Promozione di una crescita economica sostenuta e uno sviluppo sostenibile in accordo alle risoluzioni rilevanti dell'Assemblea generale e delle recenti conferenze delle Nazioni Unite;
2. Mantenimento della pace e della sicurezza internazionale;
3. Sviluppo dell'Africa;
4. Promozione dei diritti umani;
5. Efficace coordinamento degli sforzi di assistenza umanitaria;
6. Promozione della giustizia e del diritto internazionale;
7. Disarmo;
8. Controllo dei traffici della droga, prevenzione del crimine e lotta al terrorismo internazionale in tutte le sue forme e manifestazioni;
9. Questioni organizzative, amministrative e varie.